# Xbox Series X/S
Xbox Series X|S（邦題:エックスボックス シリーズ エックス|エス）は、マイクロソフトが2020年11月10日に発売した家庭用ゲーム機の総称及びその開発プロジェクトである。キャッチコピーは、「Power Your Dreams 」

## 概要
2020年にマイクロソフト社は、「Xbox Series X」と「Xbox Series S」の2種類のモデルで発売することを発表した。ゲーム機の名称は単に「Xbox」であり、「Series X」および「Series S」の部分は、機種の細分を示す語（モデル名）である。正式名称の発表前は「Project Scarlett」（プロジェクト・スカーレット）と呼ばれていた。マイクロソフトの家庭用ゲーム機の大幅刷新は、2013年以来7年ぶりとなる。
マイクロソフトはXbox Series Xを「これまでで最速かつ最も強力なコンソール」と称しており、パフォーマンスではXbox One Xの約4倍の処理能力を実現し、4K/60fpsから4K/120fpsを性能目標とし、8K解像度の描画、ハードウェアレベルでのレイトレーシングや、可変リフレッシュレートにも対応する。Xbox Series Sは「最も小さなXbox」と称しており、ディスクドライブ非搭載で4K/8K解像度をサポートせず、1440p(WQHD:2,560×1,440)までとなる。
プロセッサにはAMD社製CPUとGPUはRDNA2を搭載、ストレージにはSSDを採用する。マイクロソフトは2020年10月28日に正式発表されたRDNA2を十全に使用できる唯一のハードとしている。
Xbox Game Passや、初代Xbox、Xbox 360、Xbox Oneの三世代分の後方互換性を備えており、発売日から数千の過去のゲームを遊ぶことが可能である。また、Xbox OneとXbox Series X|Sの両方で発売されているソフトの多くは「スマートデリバリー」に対応しており、どちらか一方の機種のソフトを購入しただけで両方の機種版のソフトを購入したことになり、無償でそのハードに最適なバージョンが自動的にダウンロードされる。ディスク版でも、Oneの時期に発売されたディスクが後からSeries X版のゲームデータに対応した場合はスマートデリバリーが適用される。

## 日本市場での展開
Xbox Oneの時と比較して日本タイトルの増加やXbox Game Pass、またPlayStation 5のたび重なる値上げによって、日本でのXbox Oneの販売台数である約11万台を越した63万台以上(2024年10月現在)を売り上げている。これは、Xboxコンソールのこれまでの日本での販売台数で一番販売台数が多いXbox 360に次ぐ販売台数である。また今世代(2020年以降)から2024年現在まで東京ゲームショウにオンライン出展という形での参加を行なっている。

## ハードウェア

### ラインナップ
- Xbox Series X
4K/120fpsを描画性能目標とする標準モデル。2024年10月25日にディスクドライブ非搭載モデルが発売。8Kには理論上対応するが、2024年現在でも8Kテレビがさほど普及していないため最大性能が4K120fpsのままになっている。
- Xbox Series S
WQHD/120fpsを描画性能目標とし、ディスクドライブ非搭載、小型の廉価モデル。4K出力に必要なGPUのスペック部分のみを削った仕様であるため、原則としてSeries Xの作品を解像度を下げたまま起動することができる。

## バリエーション
ゲームのドルビービジョン出力は発売直後ではなく、2021年のアップデートで対応。

### Xbox Series X

#### ディスクドライブ搭載モデル
- 通常版 1TB ブラック(2020年11月10日発売) RRT-00015
- Halo Infinite リミテッド エディション（2021年8月27日 発売)。 C8Y-00038
- Forza Horizon 5 同梱版（2023年2月17日 発売)。RRT-00066
- ディアブロIV 同梱版（2023年6月6日 発売)。 RRT-00042
- Galaxy Black 2TB (2024年10月15日、日本以外の一部地域で発売)

#### ディスクドライブ非搭載モデル
- Robot White（2024年10月15日 発売）

### Xbox Series S (全モデル、ディスクドライブ非搭載)
- 通常版 512GB ホワイト (2020年11月10日発売) RRS-00015
- Fortnite, Rocket League, Fall Guys 同梱版（2022年11月29日 発売)　 RRS-00086
- 1TB ブラック（2023年9月8日 発売)　XXU-00015
- 1TB ホワイト（2024年10月15日 発売）

Robot White、Galaxy BlackはAPUのシュリンクにより内部設計が変更されているが、2024年以降に発売された従来のSeries Xモデルと改良型Series S 1TBモデルの設計変更については不明。
2025年5月には本体の製造が滞る影響を避けるため全モデル・周辺機器が最大2万円ほど値上げされた。

## 内蔵ソフトウェア・サービス
発売当初から基本的にXbox Oneとほぼ同じ機能を搭載しているため、Xbox Oneから一部引用する。

### OS
OSについては基盤となるホストOS上で2つのWindows 10NTベースの仮想OSが同時に動作し、合計3つのOSが連携して動作する特異な設計となった。極めて複雑な構造のOSとなったため単純にハードウェアの性能を引き出す面においては不利となるが、後継機種との高い互換性の確保をXbox One同様実現している。ただし、電源を入れた直後の起動が非常に高速になっている。OneguideおよびKinectの接続は廃止されたが、OSはXbox One系列と同じものが使用されている。Series以降でのみ、ホーム画面に動く映像が流れる「ダイナミック」演出に変更することができる。
ゲームの起動においてはXbox Oneのように「XDK(Xbox Development Kit)」を使用したHyperVとゲームの二重起動を採用せず、「GDK(Microsoft Game Development Kit)」を使用して直接ホストOSから一定の性能要件を満たしたSeries用ゲームのみを起動する仕組みである。この影響で使用できる外付けSSDの性能や規格も極めて厳しい条件となった。ただし、One作品のSeries上での起動では従来通りゲーム用OSを使うことになるため、事実上Series本体は初代XboxとXbox360用のエミュレーターデータの起動、One用仮想OSの起動、Series用ゲームの起動というように複数のゲームの起動手段を複雑に兼ね備えた構造となる。ただし、アプリケーションはUWPを採用しているためこの辺りを考慮せずに通常のWindowsと同じ用件で起動できる仕組みである。

### Quick Resume（クイックレジューム）
Xbox Series X|Sからの新機能ではSSDを搭載し、2023年以降に文書化されたいわゆる「DirectStorage」の技術を使って読み込み速度を短縮したが、起動中のゲームから別のゲームに切り替える際に、ゲームの状態を丸ごとSSDに保存し、次回そのゲームを起動した時に前回保存したそのままの状態からゲームを再開できる機能も搭載された。
複数のタイトルの状態を保存することができ、Xbox Series X|S専用タイトルで少なくとも3タイトルの状態を保持することができる。更にメモリ使用量が少ないXbox One、Xbox 360、無印Xboxタイトルであれば3タイトル以上の状態を保持できる。クイックレジュームはダウンロード版・ディスク版問わず利用できる。外付けHDDのゲームではXbox One時代のゲームをONE基準の制約下でしかプレイできないが、レジュームの適用は可能である。外付けHDDや専用拡張SSDを外した状態でもレジュームデータは保持される。
SSDにあらかじめクイックレジューム専用の記憶域をOS側が確保しているので、保存数が増えても追加の記憶域を使用しない。保持できるメモリがクイックレジュームの記憶域を超えた場合は古いデータから削除されていく。また、ゲームをプレイ後に手動で終了させた場合はレジューム記録が削除されるため、レジュームを保存したまま次のゲームを開始する場合は、ゲームを終了せずにそのまま別のゲームを起動させ、前のゲームを自動処理で終了させる必要がある。
クイックレジュームで保存されたゲームはバックグラウンドで動作しないので、プレイ中のゲームのパフォーマンスに影響を及ぼさない。また本体のフルシャットダウンや再起動、システムアップデート、コンセントからケーブルを抜く行為を行ってもゲームの状態は保持され続ける。
2022年3月9日のシステムアップデートで、クイックレジュームのピン止めに対応した。自動で削除されたくないタイトルのクイックレジュームを最大2つまで指定できる。

### Xbox ネットワーク (旧 Xbox Live)
Microsoft Azureと一体化され、30万台のサーバが用意される。セグメントごとのダウンロードやバックグラウンドでの更新ができる。クラウドに処理を一部負担させることもできる。

### Xbox Play Anywhere
Xbox版とWindows PC版のどちらかのダウンロード版を購入すれば、どちらのプラットフォームでもプレイできるサービスである（クロスバイ・クロスセーブに近い）。XboxとWindows PCの境界線のない未来を目指している。

### 後方互換
Xbox 360、初代Xboxタイトル
エミュレーターを介し、後方互換を実現している。ただし、すべてのゲームが動作するわけではなく人気作を中心とした一部のゲームのみの対応となり、Xbox Oneの機能追加（2015年）から随時、互換対応タイトルの追加がなされてきたが2021年11月16日をもってタイトルの追加は終了した。 Xbox 360 ダッシュボードのXbox 360 ガイドもXbox One上にて起動させることが可能。解像度やレスポンスが実機やXbox Oneで起動したときよりも上昇することがある。
- 後方互換に対応しているXbox 360用ゲームディスクをディスクスロットに挿入した場合、同タイトルがダウンロードされ、当該の製造地域が正しいディスクを挿入した場合のみゲームは起動する。Xbox 360実機においてはディスク交換が必要とされるタイトルであってもディスク交換の必要はない。ダウンロード版の場合はマイコレクションに追加され、ダウンロードの後に起動できる。
- セーブデータはユーザーのクラウドストレージ上にのみ保存される。Xbox 360実機のセーブデータをクラウドストレージに移動させるためにはMicrosoftアカウントを360とOne以降の本体で使用しているものを一致させる必要がある。アカウント単位で360のセーブデータを移動させることは不可能。
- オンラインプレイはXbox 360実機同様Xbox Game Pass Coreへの加入が必要である。また、以下はXbox 360と異なる部分のみ記載する。
  - 初代XboxのXbox Liveサービスは2010年に終了しており、オンライン機能などは使用できない。
  - セーブデータはユーザーのクラウドストレージ上に保存される。初代Xboxはセーブデータの引っ越しが物理的に不可能だが、Xbox 360では上記の通り可能。ただし360のセーブデータの容量上限は2GBまで。
- Auto HDR、FPS Boost機能が内蔵されているため、二つの機能の使用許可がなされた作品では従来よりもゲームパフォーマンスが向上する処理が追加される[31]。

Xbox Oneタイトル
基本的にはXbox Oneのほぼ全てのゲームに対応しているが、一部のタイトル（Kinect専用タイトル）とアプリ（EA Play Hub、OneGuide）は対応していない。スマートデリバリーによって一部のデジタル作品・ディスク版作品に媒体最適化の処置がかかっている場合は、スマートデリバリー対応作品でOne版のバージョンの作品をSeries本体でプレイすることができなくなる（逆も同様）。また、全てのゲームにHDRがかかるわけではない。こちらも同様にAuto HDR、FPS Boostに対応した作品が一部存在する。
バトルフィールド2042、MLB The Show、HotWheels Unleashedなどのごく一部の作品のみ、スマートデリバリー対応ディスク版を発売した場合でもスマートデリバリー非対応版(Series Xのみで使用できるディスク版が主)を同時発売したケースがある。
Xbox Series XでXbox Oneゲームをプレイする際、そのゲームがXbox One X Enhanced対応タイトルの場合、Xbox One X Enhanced版をプレイすることができ、4K画質またはHDR、またはその両方を利用できる。ただし、4K120fpsやネイティブのDolby Visionは利用できない。
Xbox Series Sでは通常のXbox One品質でプレイすることになるが、改善されたテクスチャフィルタリング、より高く安定したフレームレート、より速いロード時間、一部作品におけるAuto HDRまたはOneXエンハンスドの部分適用によるHDR10出力が利用できるためXbox Series Sでも快適にXbox Oneタイトルを遊ぶことができる。この場合、ネイティブ画質はほとんどの作品で720p,900p,1080pのいずれかになる。
One,360の一部作品については後付けによるHDR化(Auto HDR,HDR10またはDolby Vision対応)、フレームレートの120Hz化(fps boost)に対応している場合がある。

### Xbox One X Enhanced
Xbox Oneタイトルにネイティブ4K解像度、より速いフレームレート、改善されたテクスチャなどのアップデートを行ったタイトルのことでXbox One X、Xbox Series X本体では最大16倍、それ以外の本体では最大4倍の解像度に高解像度化されて動作する。そのため、スマートデリバリーで移植され、かつOne X Enhancedに対応していない作品では、Series X以外で4K出力ができないゲームも存在(パルワールドなど。)ただし、これらの機能をいずれも搭載していないが、処理が向上するケースの作品や、画質が4Kと1080pの中間のアップグレードになるケースもある。Series SはOneXエンハンスドに対応していない。
なお、Xbox One版の一部作品では、One Xエンハンスドを使用していない場合でもHDR10に対応している作品も存在し、その場合はSeries本体がDolby Visionにアップコンバートして出力される。

### DRM
Xboxゲームは、パッケージ版、ダウンロード版にかかわらず全てのゲームソフトにおいてネット接続が必要だったが、2022年9月20日に仕様を変更し「パッケージ版」でソフトを起動する際、初回起動時のオンライン確認も不要になった。これにより、遠い将来Xboxサーバーが閉鎖された場合でもゲームを起動できる状態になった。ただし、ゲームデータが搭載されていないディスク版、一部のダウンロード版やXbox Game Passのタイトルは今まで通りネット接続が必要である。また、プレイするSeries/Oneの本体を「ホーム Xbox」に指定したMicrosoftアカウントで購入したダウンロード版作品もオフラインで起動できる。

### Discordとの連携
2022年9月14日の本体アップデートによりXbox Series X|S、Xbox One本体でDiscordのボイスチャット機能が利用可能になった。この機能はDiscordアカウントとXboxアカウントを連携させDiscordを使い、スマホ等からXbox本体に転送することで実現された。また2022年11月16日の本体アップデートでXbox Series X|S、Xbox One本体から直接利用できるようになった。

### ディスクドライブ
Xbox Series Xのディスクドライブ搭載型は、CD ,DVD ,Blu-ray Disc ,Ultra HD Blu-rayおよびXbox用、Xbox 360用DVD-ROM、Xbox One/Xbox Series X用BD-ROM(厳密にはBDのライセンスが取得されていないディスク)に対応している。しかし、Xbox Oneとは違い、Blu-ray 3Dには非対応。ディスクケースは2021年までは表面上部に「XBOX ONE」もしくは、Series X対応作品の一部は、「XBOX」ロゴ(「Series X」のロゴも表面の右上に追記）のロゴが刻まれていたが、それ以降はその上部ロゴが削除され、ジャケットの部分が大きくなったデザインが採用されている。この新デザインは三種類のXbox One用、Xbox Series X用の作品、あるいは両方に対応した作品の三つに分かれている。Xbox Series X は全てのゲームディスク（Xbox One、Xbox 360、Xboxの後方互換に対応した全作品含む）がリージョンフリーとなるが、DVDやBlu-ray Discは本体にリージョンコードが記録されたままとなる。既にハピネットが2017年以降に明確に日本国内向けディスクの流通を撤退しているため、米Amazon.comやAmazon.co.jp、eBayなどによる輸入品の購入が必要となるディスクがほとんどである。

### ゲームディスク
Xbox Series Xで、ディスクを使ってゲームをプレイする際、以下のようにゲームがインストールされる。
- Xbox、Xbox 360用DVD-ROM(対応タイトル)
互換用のゲームデータがXbox ネットワーク上からインストールされる。互換ゲームデータはダウンロード版360作品とリージョンが異なる場合がある。
- Xbox One用BD-ROM(Kinectタイトルを除く)、スマートデリバリー対応Xbox One/Xbox Series X用BD-ROM、Xbox Series X専用BD-ROM

2種類のどちらかでインストールされる。
- 一部のゲームデータが、ディスクからインストールされ残りのゲームデータは、Xbox ネットワーク上からインストールされる。この場合でもディスクを本体に入れっぱなしにしない場合はインストールが中断される。

- ディスクから全てのゲームデータがインストールされる。2枚組ディスクや初期作品などで顕著であり、ディスク交換を途中で要求されてインストールが中断されることもある。

なお、Xbox Series X用のディスクはスマートデリバリー対応タイトルも含めてXbox Oneと同様に50GBまでのBlu-ray Discを採用していることから、容量を越すゲームタイトルが多々あり、複数枚組で提供されたり、ディスク容量の不足分をインターネットからのインストールで補うという場合も珍しくない。そのため、前述のような2種類のインストール方法が取られている。なお、記述上のXbox ネットワークからインストールする方法は、インターネット接続が必須となっておりオフラインでのインストールは不可である。

## 仕様
|                                                                           | Series X | Series X | Series S | Series S |
| ------------------------------------------------------------------------- | --- | --- | --- | --- |
| CPU                                                                       | AMD Zen2（8コア） 最大3.8GHz | AMD Zen2（8コア） 最大3.8GHz | AMD Zen2（8コア） 最大3.6GHz | AMD Zen2（8コア） 最大3.6GHz |
| GPU                                                                       | AMD RDNA2 12テラフロップス | AMD RDNA2 12テラフロップス | AMD RDNA2 4テラフロップス | AMD RDNA2 4テラフロップス |
| 解像度                                                                    | 4K 120Hz | 4K 120Hz | WQHD （ただし、ネイティブ解像度はそのままに最大4K/120Hz出力することは可能。） | WQHD （ただし、ネイティブ解像度はそのままに最大4K/120Hz出力することは可能。） |
| 描画性能                                                                  | ・最大120FPS ・DirectXレイトレーシング ・可変レートシェーディング ・ドルビービジョン ・HDR10 HDRはゲーム(Auto HDRによる後付けHDR化作品含む）またはストリーミングアプリケーションの起動中にのみ有効となる。Dolby Vision出力は原則としてHDR10に対応したゲームすべてが自動的に対応となる。                                                                    | ・最大120FPS ・DirectXレイトレーシング ・可変レートシェーディング ・ドルビービジョン ・HDR10 HDRはゲーム(Auto HDRによる後付けHDR化作品含む）またはストリーミングアプリケーションの起動中にのみ有効となる。Dolby Vision出力は原則としてHDR10に対応したゲームすべてが自動的に対応となる。                                                                    | ・最大120FPS ・DirectXレイトレーシング ・可変レートシェーディング ・ドルビービジョン ・HDR10 HDRはゲーム(Auto HDRによる後付けHDR化作品含む）またはストリーミングアプリケーションの起動中にのみ有効となる。Dolby Vision出力は原則としてHDR10に対応したゲームすべてが自動的に対応となる。                                                                    | ・最大120FPS ・DirectXレイトレーシング ・可変レートシェーディング ・ドルビービジョン ・HDR10 HDRはゲーム(Auto HDRによる後付けHDR化作品含む）またはストリーミングアプリケーションの起動中にのみ有効となる。Dolby Vision出力は原則としてHDR10に対応したゲームすべてが自動的に対応となる。                                                                    |
| RAM 構成                                                                  | 16GB（GDDR6 RAM） =10GB（560GB/s）+6GB（336GB/s） | 16GB（GDDR6 RAM） =10GB（560GB/s）+6GB（336GB/s） | 10GB（GDDR6 RAM） =8GB（224GB/s）+2GB（56GB/s） | 10GB（GDDR6 RAM） =8GB（224GB/s）+2GB（56GB/s） |
| 保存容量 （内蔵ドライブはサイズが短いM2 SSD)                              | 1TB（カスタムSSD） 2024年以降に発売されるGalaxy BlackモデルはPS4 Pro以来の2TBモデルとなる。ただし、日本未発売の予定。 | 1TB（カスタムSSD） 2024年以降に発売されるGalaxy BlackモデルはPS4 Pro以来の2TBモデルとなる。ただし、日本未発売の予定。 | 512GB（カスタムSSD） 2023年以降は1TBモデルも発売 | 512GB（カスタムSSD） 2023年以降は1TBモデルも発売 |
| 光学ドライブ                                                              | 4K UHDブルーレイドライブ(One Sと同じドライブ) (Ultra HD Blu-ray、CPRMがかかっていないBD-RおよびBD-RE、DVD-R、DVD+R、DVD-RW、DVD+RW、DVD-Video、BD-Video、CD-DA) | 【1TB デジタル エディション (ホワイト)】非搭載 | 非搭載 | 非搭載 |
| ゲームソフト                                                              | ・ディスク版(Kinect専用ソフトを除くOne用ソフト、スマートデリバリー対応ソフト、Series X専用ソフト、Xbox 360向けソフト、初代Xbox向けソフト) ・ダウンロード版 | ダウンロード専用 （Microsoft Storeで配信されるゲームにはリージョンロックは原則かかっていない。） | ダウンロード専用 （Microsoft Storeで配信されるゲームにはリージョンロックは原則かかっていない。） | ダウンロード専用 （Microsoft Storeで配信されるゲームにはリージョンロックは原則かかっていない。） |
| 音響 （Blu-ray Discのビット ストリーム出力を除く） （S/PDIF端子は非搭載） | HDMI端子 ・非圧縮PCM(2.0/5.1/7.1) ・Dolby Digital 5.1 ・Dolby Atmos ・DTS 5.1ch ・DTS:X モノラルヘッドホン（一部のコントローラー用周辺機器の接続で可能、接続中は3.5mm端子が接続不可） 3.5mmヘッドホン端子（コントローラー・チャットパッド・ヘッドセットアダプター経由） ・Dolby Atmos for Headphones（要課金） ・DTS Headphone:X（要課金） ・Windows Sonic | HDMI端子 ・非圧縮PCM(2.0/5.1/7.1) ・Dolby Digital 5.1 ・Dolby Atmos ・DTS 5.1ch ・DTS:X モノラルヘッドホン（一部のコントローラー用周辺機器の接続で可能、接続中は3.5mm端子が接続不可） 3.5mmヘッドホン端子（コントローラー・チャットパッド・ヘッドセットアダプター経由） ・Dolby Atmos for Headphones（要課金） ・DTS Headphone:X（要課金） ・Windows Sonic | HDMI端子 ・非圧縮PCM(2.0/5.1/7.1) ・Dolby Digital 5.1 ・Dolby Atmos ・DTS 5.1ch ・DTS:X モノラルヘッドホン（一部のコントローラー用周辺機器の接続で可能、接続中は3.5mm端子が接続不可） 3.5mmヘッドホン端子（コントローラー・チャットパッド・ヘッドセットアダプター経由） ・Dolby Atmos for Headphones（要課金） ・DTS Headphone:X（要課金） ・Windows Sonic | HDMI端子 ・非圧縮PCM(2.0/5.1/7.1) ・Dolby Digital 5.1 ・Dolby Atmos ・DTS 5.1ch ・DTS:X モノラルヘッドホン（一部のコントローラー用周辺機器の接続で可能、接続中は3.5mm端子が接続不可） 3.5mmヘッドホン端子（コントローラー・チャットパッド・ヘッドセットアダプター経由） ・Dolby Atmos for Headphones（要課金） ・DTS Headphone:X（要課金） ・Windows Sonic |
| 入出力                                                                    | ・HDMI2.1 x1 ・USB3.1 Gen1(実質USB 3.0) x3 ・1GbpsLAN x1 ・専用拡張SSDカード用スロット x1 ・二軸電源端子（ケーブル付き） | ・HDMI2.1 x1 ・USB3.1 Gen1(実質USB 3.0) x3 ・1GbpsLAN x1 ・専用拡張SSDカード用スロット x1 ・二軸電源端子（ケーブル付き） | ・HDMI2.1 x1 ・USB3.1 Gen1(実質USB 3.0) x3 ・1GbpsLAN x1 ・専用拡張SSDカード用スロット x1 ・二軸電源端子（ケーブル付き） | ・HDMI2.1 x1 ・USB3.1 Gen1(実質USB 3.0) x3 ・1GbpsLAN x1 ・専用拡張SSDカード用スロット x1 ・二軸電源端子（ケーブル付き） |
| 機能                                                                      | ・Smart Delivery ・Quick Resume ・AMD FreeSync | ・Smart Delivery ・Quick Resume ・AMD FreeSync | ・Smart Delivery ・Quick Resume ・AMD FreeSync | ・Smart Delivery ・Quick Resume ・AMD FreeSync |
| 機能                                                                      | ・One X Enhanced | ・One X Enhanced | （One X Enhanced非対応） ただし、360/初代Xbox作品のOne X Enhancedは部分的に対応 | （One X Enhanced非対応） ただし、360/初代Xbox作品のOne X Enhancedは部分的に対応 |
| 付属品                                                                    | ・超高速HDMIケーブル(HDMI 2.1) | ・超高速HDMIケーブル(HDMI 2.1) | ・高速HDMIケーブル(HDMI 2.0) | ・高速HDMIケーブル(HDMI 2.0) |
| 付属品                                                                    | ・Xboxワイヤレスコントローラー | | | |
| 大きさ 重量                                                               | 4.5kg 151mm x 151mm x 301mm | 4.4kg 151mm x 151mm x 301mm | 1.93kg 65mm x 151mm x 275mm | 1.93kg 65mm x 151mm x 275mm |
| 価格（税込）                                                              | ¥54,978(税込) →2023年2月17日より¥59,978(税込) →2024年8月15日より¥66,978(税込) | ¥59,978 円 (税込) | ¥32,978(税込) →2023年2月17日より¥37,978(税込) →2024年8月15日より¥44,578(税込) | ¥49,978 円 (税込) |
| 型番                                                                      | RRT-00015 | EP2-00708 | RRS-00015 | XXU-00015(黒)/EP2-00650(白) |

### コントローラー
コントローラーは本体のWifiアンテナを使用し、Wifi DIRECTで接続される。有線接続による電池を外したコントローラーのペアリング・使用も可能。

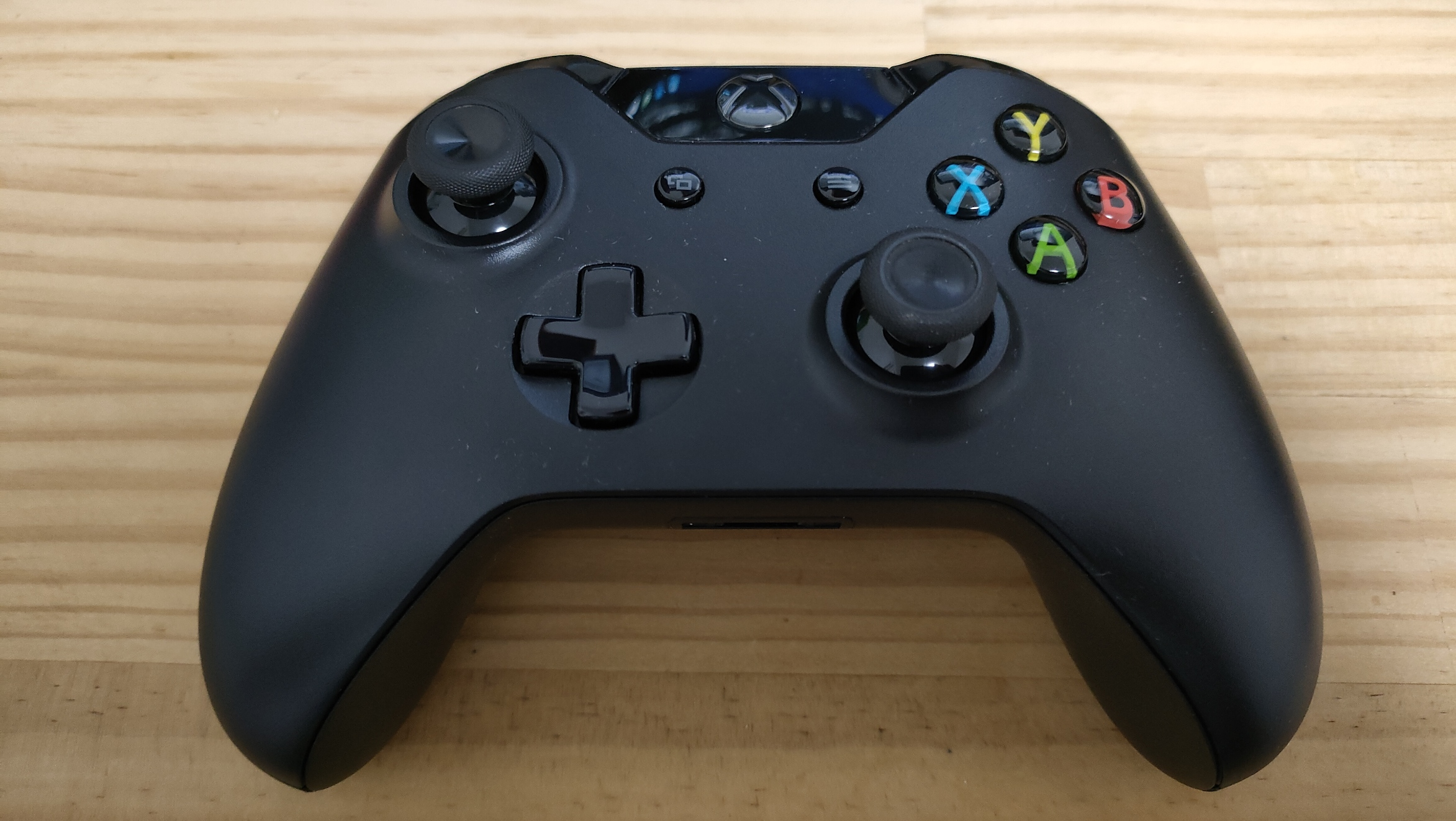
第一世代Xboxコントローラー（ブラック）

第一世代「Xbox One ワイヤレス コントローラー」
Xbox One初期型に同梱してくる。Wi-Fi Directによる通信方式を採用したことで、本体との通信速度が大幅に高速化している。トリガーに触れる左右の指先それぞれに振動を伝えることができるように、振動モーターが左右のグリップ部分に加え、トリガー付近に追加され合計4個となった。アナログスティックの縁が網目状になり、軽く操作できるようになった。単3電池2本で駆動する。電池の収納が縦から横になり、背面がフラットになっている。十字キーは、溝から直接十字のパッドが露出する形状に変更された。Kinectにより、どのコントローラーが、どの位置で操作されているか検知する。これはコントローラー正面に赤外線LEDがあり、それを赤外線カメラで撮影しているためである。micro-USB Type-B端子を搭載しており、USBケーブルで本体と接続すれば無線をオフにして有線コントローラーとしても使用可能である。Windows用ドライバも提供されており、PCでも使用可能。 Bluetoothに非対応である。
主に、Kinect用の赤外線センサー二つの追加、トリガー部分のモーターの追加、コントローラーの優先ポートの変更、電池カバーのデザインの利便性の変更、XboxランプのLEDの変更が行われ、それ以降の世代のXboxコントローラーとの規格はこのコントローラーと完全に統一されている。
第二世代「Xbox One ワイヤレス コントローラー」
Bluetoothに非対応であるが3.5mmヘッドセット端子が追加され、ヘッドセットアダプターに頼ることなく市販のヘッドセットが使用可能になった。

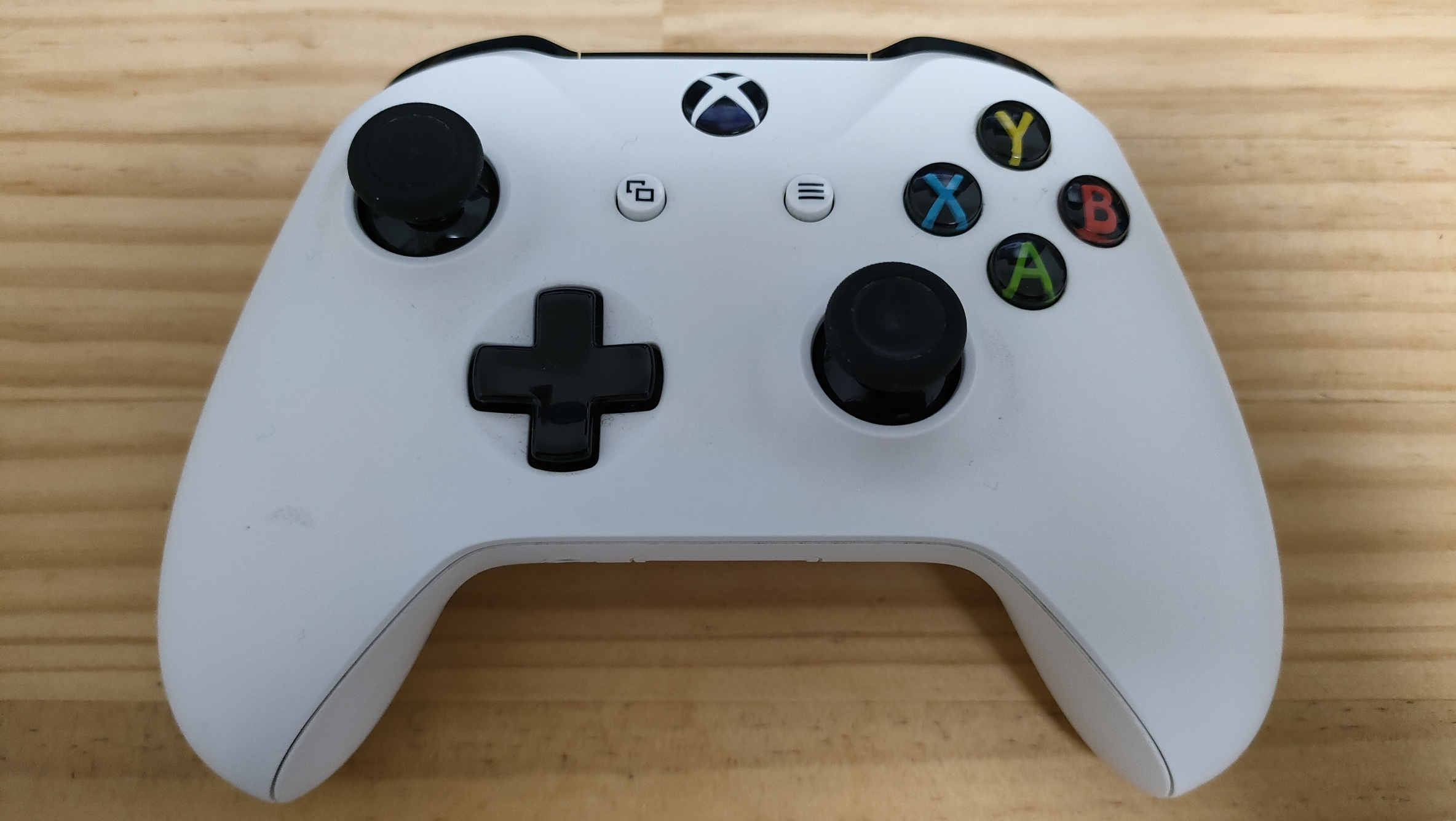
第三世代Xboxコントローラー（ホワイト）

第三世代「Xbox ワイヤレス コントローラー」
Xbox One S、Xbox One Xに標準搭載されるこのコントローラーは、Bluetooth 4.0に対応する（単体発売ではXbox Design Labでオリジナルモデルの発注ができる）。日本では2017年1月27日に「Xbox コントローラー（Windows USBケーブル付）」が登場した。第三世代の商品名は"Xbox One ～"の部分からOneが無くなり"Xbox ～"となった。
コントローラーのアップデートにより、第四世代Xbox ワイヤレス コントローラー同様にWi-Fi Direct、Bluetoothと接続方法を切り替えることが出来るようになり、Dynamic Latency Inputにも対応した。

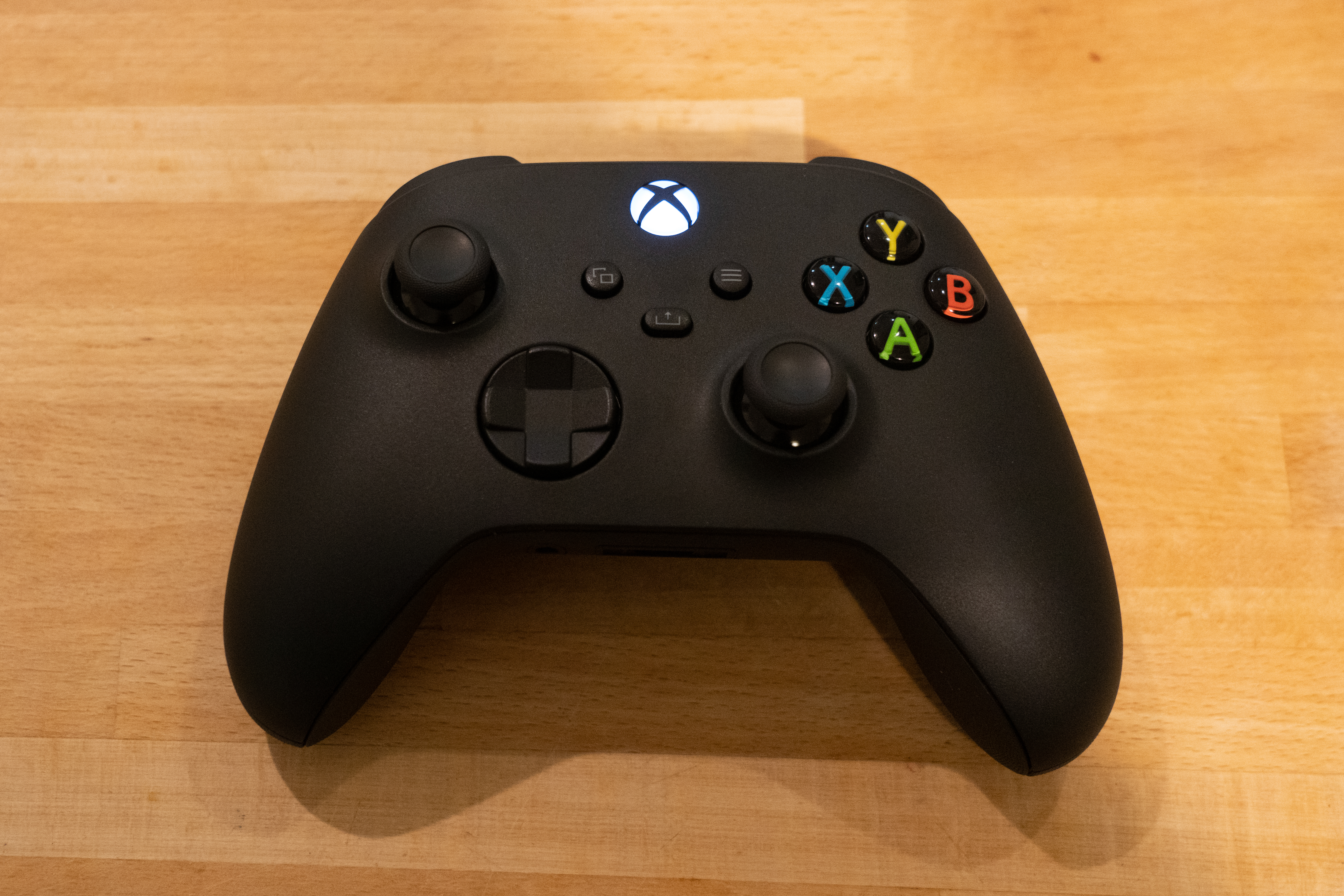
第四世代Xboxコントローラー（ブラック）

第四世代「Xbox ワイヤレス コントローラー」
Xbox Series X|Sと同時発売のコントローラー。Bluetooth対応。Xbox Oneと互換性があり、使用することが可能である。基本的には第一～第四世代のコントローラーと同じであり、前モデルからの変更点という意味では小幅な改良にとどまっている。シェアボタンが新設され、手軽にスクリーンショットや動画をコミュニティに共有することが可能になった。また、十字キーに「ハイブリッド方向パッド」が採用され、斜め入力がしやすくなっている。
USB接続端子がUSB Type-Cになり、トリガーとバンパーも滑りにくいマット仕上げに。さらに、触覚ドットパターンが追加され、グリップしやすくなっている。また、平均的な8才の子どもの手のサイズに最適化することにより若干サイズが小さくなり持ちやすくなり、Bluetooth Low Energy（BLE）、Dynamic Latency Inputをサポートした。全体的にXbox Elite ワイヤレス コントローラー シリーズ2に近い仕様になっている。また特別版として「シフトシリーズ」が発売されており、グリップ部分がラバー加工されているものもある。

### Xbox Elite ワイヤレス コントローラー

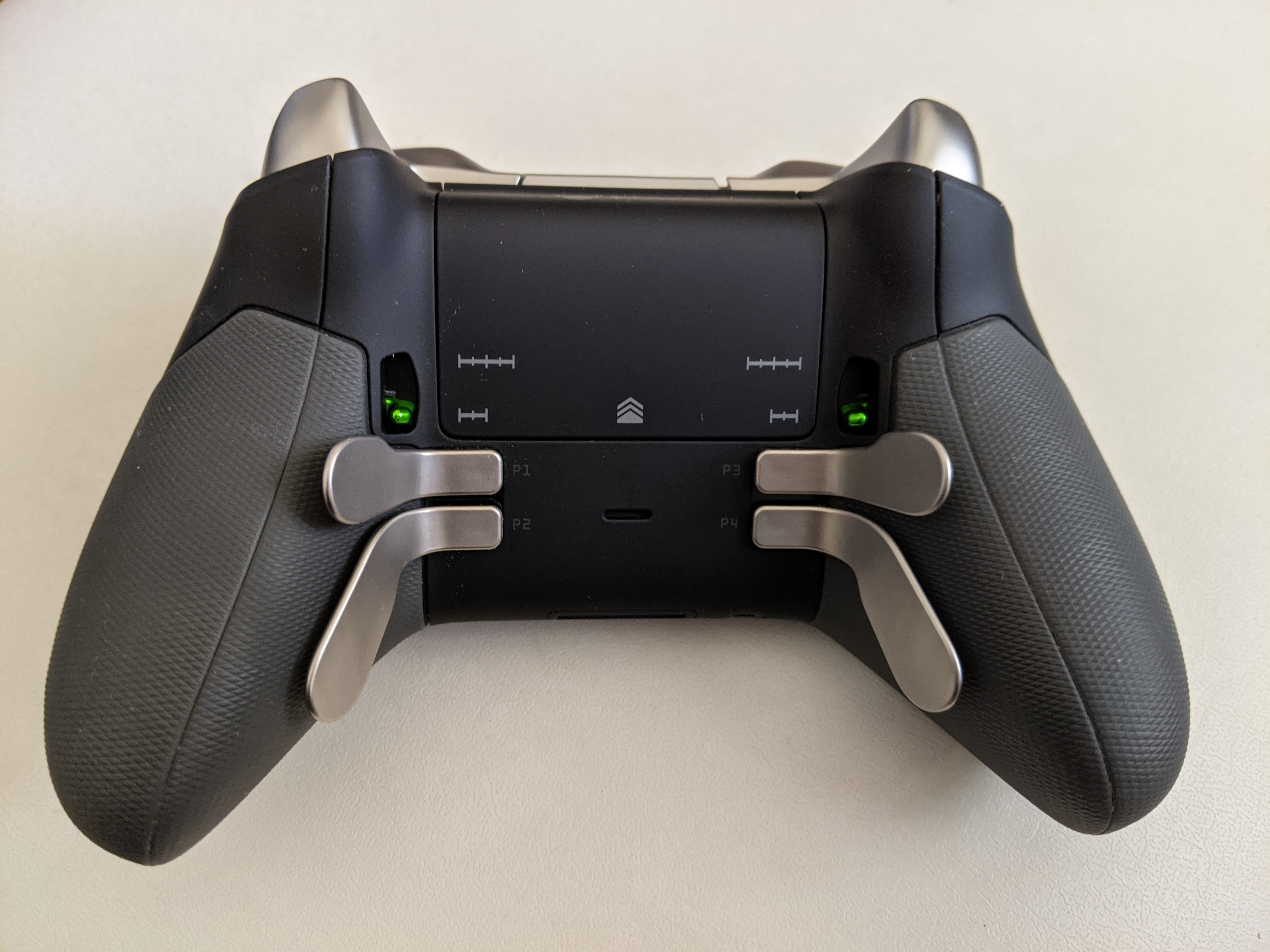
Xbox Elite ワイヤレス
コントローラー(背面)（無印、第一世代）

オリジナル（無印、第一世代）
「Xbox Elite ワイヤレス コントローラー」はプロレベルを追求し、パーツ交換やカスタマイズ機能が追加されている。
シリーズ 2
「Xbox Elite ワイヤレス コントローラー シリーズ 2」は2019年11月5日に発売されたEliteコントローラーの第二世代。コントローラーのアップデートにより、Wi-Fi Direct、Bluetoothと接続方法を切り替えることが出来るようになり、Dynamic Latency Inputにも対応した。
背面パドルなどの付属品を失くし価格を下げた「Xbox Elite ワイヤレス コントローラー シリーズ 2 - Core」が2022年9月21日に発売された。

### Xbox Design Lab
Xboxワイヤレスコントローラーを自分でデザイン・購入できるサービス。
米国では2016年にスタートし、米国より5年遅れで日本では2022年6月9日よりサービス開始された。現在は第四世代の通常版コントローラーのカスタマイズをすることができるが、2022年10月18日にはXbox Elite ワイヤレスコントローラシーズン2もカスタマイズができるようになった。

### Xbox Adaptive Controller
肢体に障碍があるユーザーを補助し、自由にゲームを操作する為に設計されたゲームコントローラー。対応ハードはXbox OneおよびMicrosoft Windows 10搭載PC。日本国内では2020年1月9日より数量限定でマイクロソフトのオンラインストアにて発売された。アクセシブルゲーミングを推進するマイクロソフトが開発した。巨大な黒い二つのボタンがメインキーとして配置され、僅かな圧力で反応する。19個の3.5mmジャックを搭載し、別売りの外付けスイッチ/ボタン/マウント/ジョイスティック等のユーザーに合ったデバイスを接続し、機能を拡張を行う。従来の「コントローラーを手を握る」という動作は必要なく、プレイヤーの体勢を問わずプレイ可能となっている。デバイスをマウントし、ベッドや壁に固定させることも可能。底面には車椅子用アタッチメントの標準仕様である3つのネジ穴がある。

### プレイ&チャージ キット
ワイヤレスコントローラーの単3乾電池2本に代えて使用する専用バッテリー パック。
充電用ケーブルが付属。
※初代と2代目では端子が違うので注意が必要。

2014年　S3V-00010 (micro usb)
2017年　S3V-00016 (micro usb)　S3V-00014 (海外版)
2020年　SXW-00004 (Type-C)　SXW-00002 (海外版)

### ヘッドセット アダプター
音量調整、マイクの消音、音量バランスを操作できるボタンを装備。
3.5mmヘッドセット端子を持たない第一世代Xbox One ワイヤレス コントローラーに市販のヘッドセットを接続するためには必須。

### Xbox One ボイスチャット ヘッドセット(2014)
片耳タイプのヘッドセット。音量調整、マイクの消音を操作できるボタンを装備。
3.5mmヘッドセット端子を持たない第一世代Xbox One ワイヤレス コントローラーでも使用可能。

### Xbox ボイスチャット ヘッドセット(2018)
基本性能は前回と変わらないが、コードの根本部分が改良されていたりと細かな改良がされた。

### Xbox Oneステレオ ヘッドセット（2014）
両耳タイプのヘッドセット。
下記のヘッドセットアダプターが付属。

### Xboxワイヤレスヘッドセット（2021）
両耳タイプのワイヤレスヘッドセット。連続使用時間:約15時間である。
Xbox One各種、Xbox Series X|Sにオプションを用いずワイヤレス接続可能で、更にBluetooth4.2接続に対応。両者は同時に入力可能。
Xbox One各種、Xbox Series X|S、Windows PCのいずれにおいてもWindows Sonic、Dolby Atmos、DTS Headphone: X などの立体音響に対応。Dolby Atmos、DTS Headphone: X 使用時はMicrosoft Storeにて販売されている有料アプリを購入する必要がある。

### Xboxワイヤレスヘッドセット（2024）
両耳タイプのワイヤレスヘッドセット。2021年発売モデルのマイナーチェンジ版。
前作同様、Xbox One各種、Xbox Series X|Sへワイヤレス接続が可能で、Bluetooth5.3接続や立体音響にも対応。更に連続使用時間が約20時間へ伸び、自動ミュートと音声分離が改良されたマイクが搭載され、 Qualcomm S5 Gen 2を搭載したことで超低遅延のワイヤレス接続が可能になった。
また、前作とは異なり追加費用なしでDolby Atmosに対応する（DTS Headphone: X利用時には、追加費用あり）。

### Xboxステレオヘッドセット（2021）
両耳タイプのヘッドセット。
Xboxワイヤレスヘッドセット（2021）からワイヤレス機能を取り除いたものと同等の機能を有する。

### ワイヤレス アダプター for Windows 10[51]
Windows PCのUSB端子に接続し、同時に最大8個のXboxワイヤレスコントローラーを使用できるアダプタ。
XboxワイヤレスコントローラーをBluetooth接続するとコントローラーに接続する各種アクセサリー類はサポートされないが、こちらを経由させることでこれらのアクセサリ類も使用可能になる。

### 専用ストレージ拡張カード（512GB、1TB、2TB）
シーゲイト・テクノロジーより発売されたXbox Series X|S専用ストレージ拡張カード。日本においては1TBが本体同時発売され、2022年10月30日に2TBが発売された。のちにウエスタンデジタルから自社オンラインストア限定で512GBと1TBが2023年6月7日より発売された。

### Xbox One メディア リモコン
Blu-rayやDVDの視聴、動画視聴アプリで動画や音楽使うときの操作を、片手で簡単に行うことができるようになる。メディアリモコンの一部のボタン（音量調節など）はXbox Oneでは3.5mm端子のIRブラスターかKINECTの接続のみでしか対応しなかったが、Series以降では正式にHDMI-CECに対応したため、機種相性や追加購入を考慮せずにXbox本体をリンクさせることができる。本体に内蔵される赤外線受信口はコントローラーのペアリング用ボタンの内部に配置されたため、ペアリングボタンの形状が大きくなった。コントローラーのXboxボタンを押し、Xboxの画面にテレビを強制的に切り替える設定も可能。HDMI-CECはゲーム機本体側とテレビの電源連動、音量連動のみを想定しているため、ファミリンクやBRAVIAリンクなどでテレビからゲーム機本体に連動をかけることは不可能。

## ゲームソフト

Smart Delivery

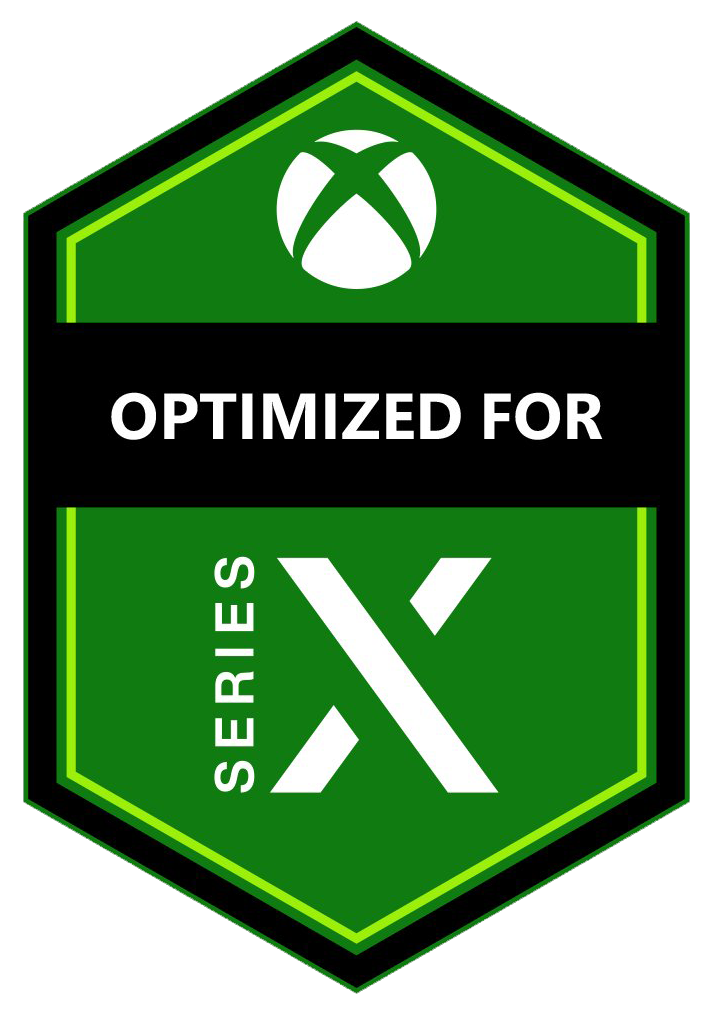

詳細は「Xbox Series X/Sのゲームタイトル一覧」を参照。また、Kinect対応タイトルを除く全タイトルに関して前世代機であるXbox Oneとの互換性を持つため、「Xbox Oneのゲームタイトル一覧」も参照することを推奨する。